# Lee Kiefer
Lee Kiefer (Cleveland, 15 de juny de 1994) és una esportista estatunidenca que competeix en esgrima, especialista en la modalitat de floret.
Va participar en tres Jocs Olímpics d'Estiu, entre els anys 2012 i 2020, obtenint una medalla d'or a Tòquio 2020, en la prova individual, i el 5è lloc a Londres 2012, en la mateixa prova.
Va guanyar set medalles en el Campionat Mundial d'Esgrima, entre els anys 2011 i 2023.
Als Jocs Olímpics d'estiu de 2024 realitzats a París (França) aconseguí guanyar la medalla d'or en la prova individual femenina de floret.

## Palmarès internacional
| Jocs Olímpics     | Jocs Olímpics           | Jocs Olímpics | Jocs Olímpics     |
| Any               | Lloc                    | Medalla       | Prova             |
| ----------------- | ----------------------- | ------------- | ----------------- |
| 2020              | Tòquio ( Japó)          | 1             | Floret individual |
| 2024              | París ( França)         | 1             | Floret individual |
| Campionat del món |                         |               |                   |
| Any               | Lloc                    | Medalla       | Prova             |
| 2011              | Catània ( Itàlia)       | 3             | Floret individual |
| 2017              | Leipzig ( Alemanya)     | 2             | Floret per equips |
| 2018              | Wuxi ( R.P. de la Xina) | 1             | Floret per equips |
| 2019              | Budapest ( Hongria)     | 3             | Floret per equips |
| 2022              | El Caire ( Egipte)      | 3             | Floret individual |
| 2022              | El Caire ( Egipte)      | 2             | Floret per equips |
| 2023              | Milà ( Itàlia)          | 3             | Floret individual |